# Río Cuarto (Argentina)
Río Cuarto è una città dell'Argentina nella provincia di Córdoba. Situata nella parte meridionale della provincia, 197 km a sud della capitale provinciale, conta circa 144 000 abitanti (è la città più grande della provincia dopo Córdoba) ed è un importante nodo economico-commerciale ed agricolo.

## Geografia fisica
Sorge sulle rive dell'omonimo fiume.

## Storia
Fu fondata nel 1876 come Villa de la Concepción del Río Cuarto dall'allora governatore Rafael de Sobremonte. L'inno della cita è Villa Heroica, del cantante e scrittore Jorge Torres Velez

## Monumenti e luoghi d'interesse
In un'area vicino a Rio Cuarto sorge un campo di crateri. Consiste in un gruppo di depressioni che sono fonte di discussione tra gli esperti sulla causa della loro origine: meteorica secondo alcuni, erosioni eoliche del terreno, che formano molte strutture simili in quella regione, secondo altri.